# Belgian Juniors 2007
Das Belgian Juniors der Saison 2007/2008 als bedeutendstes internationales Nachwuchsturnier von Belgien im Badminton fand vom 11. bis zum 13. Januar 2008 statt.

## Sieger und Platzierte
| Disziplin    | Gold                             | Silber                            | Bronze                            |
| ------------ | -------------------------------- | --------------------------------- | --------------------------------- |
| Herreneinzel | Pedro Martins                    | David Obernosterer                | Maxime Michel                     |
| Herreneinzel | Pedro Martins                    | David Obernosterer                | Matevž Bajuk                      |
| Dameneinzel  | Anna Narel                       | Parashkeva Neykova                | Karoliine Hõim                    |
| Dameneinzel  | Anna Narel                       | Parashkeva Neykova                | Adéla Molnáriová                  |
| Herrendoppel | Aljoša Turk Matevž Bajuk         | Martin Campbell Angus Gilmour     | Sylvain Grosjean Thomas Rouxel    |
| Herrendoppel | Aljoša Turk Matevž Bajuk         | Martin Campbell Angus Gilmour     | Igor Čimbur Zvonimir Hölbling     |
| Damendoppel  | Nanna Vainio Karoliine Hõim      | Anna Narel Zuzana Orlovská        | Jelske Snoeck Janne Elst          |
| Damendoppel  | Nanna Vainio Karoliine Hõim      | Anna Narel Zuzana Orlovská        | Michaela Mathis Elisabeth Baldauf |
| Mixed        | Sylvain Grosjean Sandrine Callon | Paul van Rietvelde Kirsty McGlynn | Igor Čimbur Zuzana Orlovská       |
| Mixed        | Sylvain Grosjean Sandrine Callon | Paul van Rietvelde Kirsty McGlynn | Alexandre Françoise Erika Hens    |